# Przygradów
Przygradów – wieś w Polsce położona w województwie świętokrzyskim, w powiecie włoszczowskim, w gminie Włoszczowa.
| SIMC    | Nazwa      | Rodzaj    |
| ------- | ---------- | --------- |
| 0278586 | Błonie     | część wsi |
| 0278623 | Dołowatka  | część wsi |
| 0278630 | Folwark    | część wsi |
| 0278592 | Kamienice  | część wsi |
| 0278600 | Podlesie   | część wsi |
| 0278617 | Stara Wieś | część wsi |

W latach 1975–1998 miejscowość administracyjnie należała do województwa kieleckiego.
Przez miejscowość przebiega droga wojewódzka nr 742.